# Puchar Azji U-17 w piłce nożnej kobiet
Puchar Azji U-17 w piłce nożnej kobiet (ang. AFC U-17 Women’s Asian Cup) – turniej piłkarski w Azji organizowany co dwa lata przez AFC (ang. Asian Football Confederation) dla zrzeszonych reprezentacji krajowych kobiet do lat 17. Pełnią funkcję kwalifikacji do mistrzostw świata U–17 – do światowego czempionatu awansuje dwa najlepsze zespoły danej edycji turnieju Azji.

## Historia
Zapoczątkowany został w 2005 roku przez AFC jako Mistrzostwa Azji U-17 w piłce nożnej kobiet. Rozgrywki zostały rozegrane na stadionach Korei Południowej. W turnieju finałowym 2005 uczestniczyły reprezentacje Bangladeszu, Chin, Chińskiego Tajpej, Guamu, Hongkongu, Indii, Indonezji, Japonii, Korei Południowej, Singapuru i Tajlandii. Najpierw 11 drużyn zostały podzielone na 3 grupy, a potem czwórka najlepszych zespołów systemem pucharowym wyłoniła mistrza. Pierwszy turniej wygrała reprezentacja Japonii.
W II edycji w turnieju finałowym 6 drużyn, które najpierw zostały rozbite na 2 grupy, a potem czwórka najlepszych zespołów systemem pucharowym wyłoniła mistrza. Również w 2007 została zmieniona nazwa na Mistrzostwa Azji U-16 w piłce nożnej kobiet.
W III edycji liczba drużyn w finale zwiększono do 8.
W edycji 2011 po eliminacjach w turnieju finałowym 6 drużyn systemem kołowym walczą o tytuł mistrza.
W edycji 2013 w turnieju finałowym uczestniczyło 12 drużyn, które najpierw zostały rozbite na 4 grupy, a potem czwórka najlepszych zespołów systemem pucharowym wyłoniła mistrza.
Od edycji 2015 w turnieju finałowym uczestniczy 8 drużyn.

## Finały
| Rok            | Gospodarz        |                       | Finał                  | Finał                 | Finał            |                        | Mecz o 3 miejsce | Mecz o 3 miejsce | Mecz o 3 miejsce |  | Liczba finalistów |
| Rok            | Gospodarz        | Mistrz                | Wynik                  | Wicemistrz            | Trzecie miejsce  | Wynik                  | Czwarte miejsce  |                  |                  |  | Liczba finalistów |
|                |                  | Mistrzostwa Azji U-17 | Mistrzostwa Azji U-17  | Mistrzostwa Azji U-17 |                  |                        |                  |                  |                  |  |                   |
| -------------- | ---------------- | --------------------- | ---------------------- | --------------------- | ---------------- | ---------------------- | ---------------- | ---------------- | ---------------- |  | ----------------- |
| 2005 Szczegóły | Korea Południowa | Japonia               | 1:1 po dogr. karne 3:1 | Chiny                 | Tajlandia        | 2:1                    | Korea Południowa | 11               |                  |  |                   |
|                |                  | Mistrzostwa Azji U-16 |                        |                       |                  |                        |                  |                  |                  |  |                   |
| 2007 Szczegóły | Malezja          | Korea Północna        | 3:0                    | Japonia               | Korea Południowa | 1:1 po dogr. karne 4:2 | Chiny            | 6                |                  |  |                   |
| 2009 Szczegóły | Tajlandia        | Korea Południowa      | 4:0                    | Korea Północna        | Japonia          | 6:2                    | Australia        | 8                |                  |  |                   |
| 2011 Szczegóły | Chiny            | Japonia               | format ligowy          | Korea Północna        | Chiny            | format ligowy          | Korea Południowa | 6                |                  |  |                   |
| 2013 Szczegóły | Chiny            | Japonia               | 1:1 po dogr. karne 6:5 | Korea Północna        | Chiny            | 2:2 po dogr. karne 4:2 | Tajlandia        | 12               |                  |  |                   |
| 2015 Szczegóły | Chiny            | Korea Północna        | 1:0                    | Japonia               | Chiny            | 8:0                    | Tajlandia        | 8                |                  |  |                   |
| 2017 Szczegóły | Tajlandia        | Korea Północna        | 2:0                    | Korea Południowa      | Japonia          | 1:0                    | Chiny            | 8                |                  |  |                   |
| 2019 Szczegóły | Tajlandia        | Japonia               | 2:1                    | Korea Północna        | Chiny            | 2:1                    | Australia        | 8                |                  |  |                   |
|                |                  | Puchar Azji U-17      |                        |                       |                  |                        |                  |                  |                  |  |                   |
| 2024 Szczegóły | Indonezja        | Korea Północna        | 1:0                    | Japonia               | Korea Południowa | 2:1                    | Chiny            | 8                |                  |  |                   |
| 2026 Szczegóły | Chiny            |                       |                        |                       |                  |                        |                  | 12               |                  |  |                   |
| 2027 Szczegóły | Chiny            |                       |                        |                       |                  |                        |                  | 12               |                  |  |                   |
| 2028 Szczegóły | Chiny            |                       |                        |                       |                  |                        |                  | 12               |                  |  |                   |

## Statystyki
| Lp. | Drużyna          | Mistrz | Wicemistrz | Lata triumfów          |
| --- | ---------------- | ------ | ---------- | ---------------------- |
| 1.  | Korea Północna   | 4      | 4          | 2007, 2015, 2017, 2024 |
| 2.  | Japonia          | 4      | 3          | 2005, 2011, 2013, 2019 |
| 3.  | Korea Południowa | 1      | 1          | 2009                   |
| 4.  | Chiny            | 0      | 1          |                        |

* = jako gospodarz.